# Белый орёл (фильм, 1928)
«Бе́лый орёл» — чёрно-белый художественный фильм 1928 года, снятый Яковом Протазановым по повести Леонида Андреева «Губернатор» о революционных событиях 1905 года, драма об обречённости старого мира. Единственная роль Василия Качалова в кино.

## Сюжет
Действие фильма разворачивается в 1905 году. Губернатор-либерал пытается предотвратить забастовку в городе, но рабочие отказываются повиноваться. Губернатор даёт приказ стрелять в забастовщиков и силой подавляет восстание, при этом в перестрелке погибают дети. В награду его представляют к ордену «Белого Орла», но губернатора не оставляют муки совести.

## В ролях
- Василий Качалов — губернатор Мишель
- Анна Стэн — гувернантка губернатора
- Всеволод Мейерхольд — сановник
- Иван Чувелев — шпик-провокатор
- Андрей Петровский — полицмейстер
- Петр Репнин — архиерей
- Елена Волконская — губернаторша
- Михаил Жаров — чиновник
- Юрий Васильчиков — чиновник
- Александр Громов — революционер
- Александр Чистяков — заключённый в тюрьме